# Бэйнхэм, Дерек
Дерек Бэйнхэм (англ. Derek Baynham, род. 1980) — канадский режиссёр, продюсер и актёр.

## Биография
Бэйнхэм провёл своё детство в Виктории, Британская Колумбия. Начал актёрскую карьеру в возрасте шести лет, исполнив эпизодическую роль Тея в утреннем телешоу «Take Off Again». Чуть позднее, получив образование в Канадском колледже исполнительских искусств, Бэйнхэм начал гастролировать в трёх бродвейских мюзиклах от Disney. В возрасте 19 лет переехал в Лос-Анджелес и вступил в музыкальную группу 4NOW, основателем которой является Чарли Дэвид. В 2002 году группа распалась и Бэйнхэм продолжил свою актёрскую карьеру в Лос-Анджелесе.
В 2002 году он исполнил роль Иоанна Богослова в телефильме «Машина времени: Святой Пётр», в том же году исполнил роль Тони Делюка в пилотном эпизоде телесериала «Американские мечты», повторив свою роль спустя год. В 2003 году сыграл в комедийном телефильме «Хроники Спарки: Карта» на съёмках которого познакомился с актрисой Ваннесой Рэй, после окончания съёмок которого они поженились. В 2007 году сыграл несколько ролей в телесериале S.O.B.: Socially Offensive Behavior. В 2008 году Дерек сыграл в фильме «Маллиганы» режиссёра Чипа Хейла, который он также продюсировал, и в 2009 году был номинирован на премию Leo Awards в категории «Лучшая мужская роль в полнометражной драме». В 2010 году появился в телеигре Instant Recall где исполнял различные роли на протяжении практически всех эпизодов. В 2012 году срежессировал и написал сценарий совместно с Чипом Хэйлом и Келли Мэй к короткометражному фильму «Дарла», за который получил номинацию «Лучший комедийный пилот» от New York Television Festival. С 2013 по 2014 года срежиссировал и написал сценарий для короткометражной серии телефильмов «The Coppertop Flop Show». В это же режиссировал и одновременно снимался для реалити-шоу «Just Kidding». В том же 2014 году режиссировал и продюсировал серию скетч телесериалов «OMG!», а также серию «Знай всё это, Нина», где актриса Дженна Ортега в роли «всезнайки» отвечала на различные вопросы. Для студии Disney с 2015 по 2016 года снял ряд эпизодов подросткового телепроекта «Disney FHO — Тусовка с друзьями». В 2021 году режиссировал и выступал исполнительным продюсером для гейм-шоу «PsBattles Live», ведущей которого выступила комедийная актриса Патти Харрисон.

## Личная жизнь
Бэйнхэм был женат на актрисе Ванессе Рэй с января 2003 года по 2009 год.